# آرثر توماس (لاعب كريكت)
آرثر توماس (14 فبراير 1816 - 1 ديسمبر 1895) (بالإنجليزية: Arthur Thomas)‏ هو لاعب كريكت بريطاني.

## وصلات خارجية
- آرثر توماس على موقع إي آس بي آن كريك إنفو (الإنجليزية)